# Les Archanges de Vinéa
Les Archanges de Vinéa est la dix-huitième histoire de la série Yoko Tsuno de Roger Leloup. Elle est publiée pour la première fois du no 2306 au no 2323 du journal Spirou, puis en album en 1983.

## Univers

### Synopsis
Sur Vinéa, Yoko et Khâny rencontrent un peuple mystérieux, vivant dans les profondeurs de la mer. Yoko se retrouve impliquée dans une lutte pour le contrôle d'enfants, qui représentent le futur d'une cité oubliée construite et destinée dans le passé à conquérir la planète.
Ces enfants sont élevés par vingt androïdes : les Archanges, puis sont systématiquement capturés par Hégora, autre androïde et reine tyrannique de la ville sous-marine.
Avec l'aide de l'un des Archanges et du robot Tryak, Yoko met fin au règne d'Hégora et devient la nouvelle reine de la cité.

### Personnages

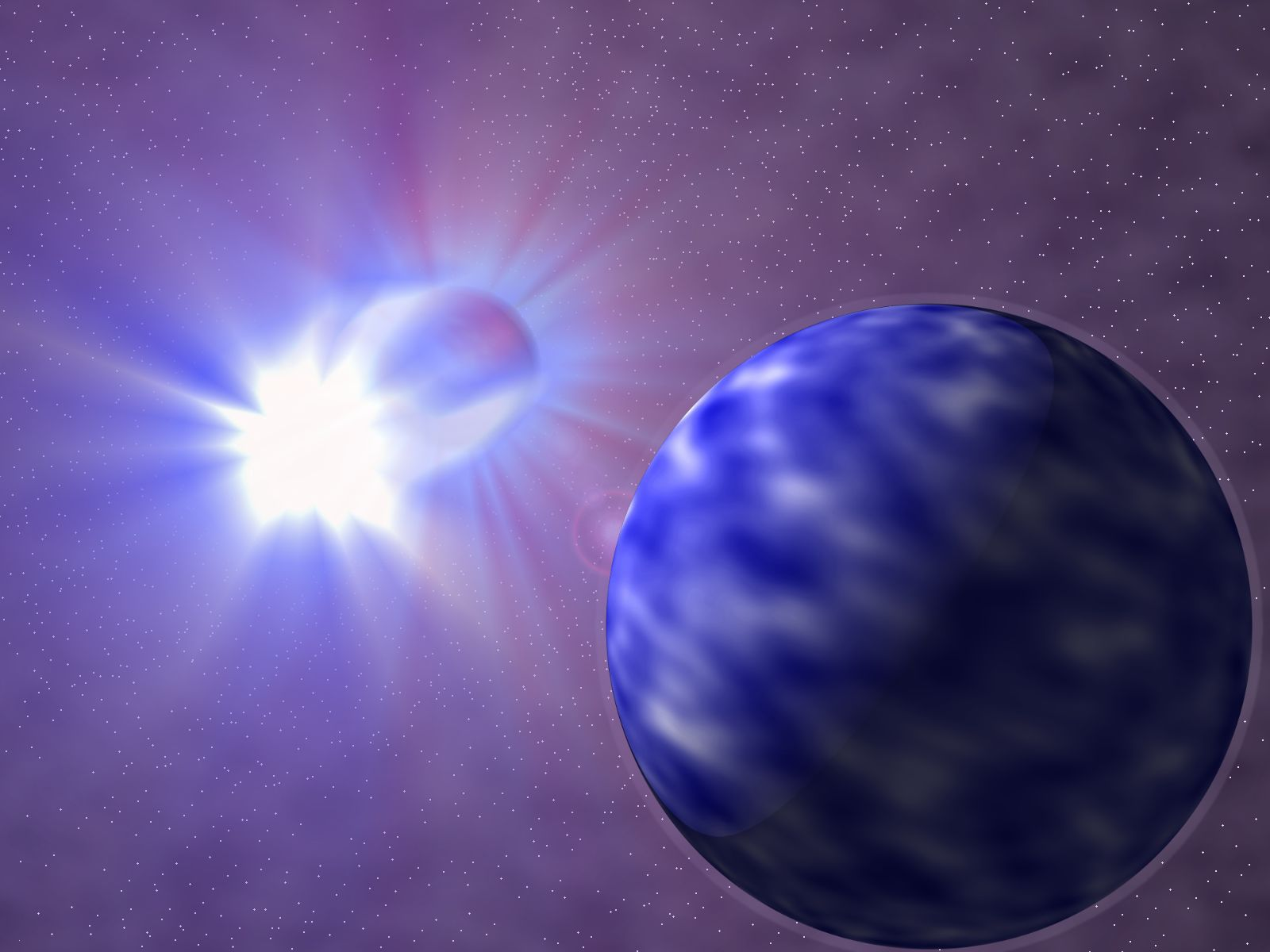
La planète Vinéa.

| Trio                                  | Alliés Vinéens                              | Adversaires Vinéens |
| ------------------------------------- | ------------------------------------------- | ------------------- |
| - Yoko Tsuno - Vic Vidéo - Pol Pitron | - Khâny - Poky - Vynka - L'Archange - Tryak | - Hégora            |

### Lieux
- Vinéa, sous la surface des océans

## Analyse
« Je voulais travailler dans un milieu sous-marin. (...) Lorsque la montée des flots a menacé [la cité], ses habitants ont veillé à la rendre hermétique et elle est devenue un milieu clos, submergé et séparé du reste de la civilisation où les enfants étaient appelés un jour à assurer la relève et à grossir les rangs des adultes. La reine de ce centre les a maintenus en état de léthargie à l'approche de l'adolescence pour éviter de voir son pouvoir remis en jeu. Au contexte de civilisation engloutie s'ajoute un thème très biblique : l'enfant qui pourrait évincer le tyran et la réaction de celui-ci devant la menace. Et c'est Yoko qui va bouleverser la situation. Pour moi, le passé est souvent source d'erreurs, le présent les découvre et le futur va les réparer. Nous subissons tous la malédiction des fautes commises par nos ancêtres et, le jour où nous le réalisons, nous essayons de les corriger pour améliorer le futur. »

## Publication

### Revues
Il a été prépublié dans le journal Spirou du n° 2306 au n° 2323, du 24 juin au 21 octobre 1982.

### Album
Cette histoire est publiée en album pour la première fois en 1983 chez Dupuis et connaitra diverses rééditions par la suite. En 2007, elle est intégrée au quatrième volume de l'intégrale de Yoko Tsuno, Vinéa en péril,.